# New Yorker Lions
Stade
Les New Yorker Lions (Lions de Brunswick, et, en allemand, Braunschweig Lions avant 2011) est un club allemand de football américain basé à Brunswick. Ce club, qui évolue au stade de la Hamburger Straße, fut fondé en 1987.
Le club remporte le Championnat d'Allemagne de football américain à douze reprises, dont en 2015, 2016 et 2019.
Anthony Dablé, wide receiver français, y a joué de 2014 à 2016.

## Palmarès
- Champion d'Allemagne : 1997, 1998, 1999, 2005, 2006, 2007, 2008, 2013, 2014, 2015, 2016, 2019
- Vice-champion d'Allemagne : 2000, 2001, 2002, 2003, 2004, 2017
- Champion d'Europe (Eurobowl) : 1999, 2003, 2015, 2016, 2017, 2018
- Vice-champion d'Europe (Eurobowl) : 2002, 2014